# ماند (مجارستان)
ماند (به مجاری:  Mánd) یک منطقهٔ مسکونی در مجارستان است که در سابولچ-ساتمار-برگ واقع شده‌است. ماند ۵٫۱۷ کیلومتر مربع مساحت و ۲۷۶ نفر جمعیت دارد.